# Provinz Kigali
Die Provinz Kigali war eine von zwölf Provinzen der ehemaligen Verwaltungsgliederung Ruandas. Im Januar 2006 wurden diese in eine kleinere Anzahl neuer Provinzen eingeteilt, um ethnisch vielfältigere Verwaltungsgebiete zu schaffen. Nachbarprovinzen der Hauptstadtprovinz Kigali waren im Westen Gitarama und im Norden, Osten und Süden Kigali Rural.
Die Provinz unterteilte sich in die folgenden acht Distrikte:
1. Nyarugenge – ein gleichnamiger Distrikt Nyarugenge existiert heute in der Hauptstadtprovinz Kigali
2. Nyamirambo
3. Butamwa
4. Gisozi
5. Kacyiru
6. Kanombe
7. Kicukiro – ein gleichnamiger Distrikt Kicukiro existiert heute in der Hauptstadtprovinz Kigali
8. Gikondo